# Noh K'uh
Noh K'uh, gelegen in de huidige Mexicaanse deelstaat Chiapas, was een mythisch bergheiligdom en oorsprongsstad van de Maya's. De grootte van de site uit de late preklassieke periode wordt op zo'n 200 hectare en 20.000 historische bewoners geschat. Langs de oevers van het Tzibanameer en op de heilige Chak Aktun berg liggen overblijfselen van huizen, tempels en platformen.

## Mythe
Volgens een in de stad Palenque gevonden afbeelding op de sarcofaag van koning Kʼinich Janaab Pakal I (maart 603 – augustus 683), kwamen de inwoners van Palenque oorspronkelijk uit een waterrijk gebied aan de voet van een gespleten holle berg waar ook aalscholvers huisden. De bijbehorende stad zou ontstaan zijn uit het heilige oerwater.

## Geografie
Deze site ligt in een waterrijk deel van de Lacandónjungle aan het Tzibanameer. De streek is rijk aan bronnen, cenotes en grotten. Chak Atun (rode grot) is ook gekend als de rode berg of El Mirador. Afhankelijk van de waterstand van het Tzibana- en Mensabakmeer vormt de berg een eiland of een schiereiland. Ondanks de overvloedige bebossing heeft de berg nog duidelijke rode vlekken op haar oostelijke flank. In de actieve Maya periode met minder begroeiing waren de rode accenten zeker overvloediger om haar naam te verdienen.
In het plaatselijke meer ontspringt de Tulijarivier, die via de grotere Usumacinta uitmondt in de Golf van Mexico. De naam Tulijá komt van Tulan ha, dat "plaats van oorsprong" betekent.

## Gebieden
De Chak Aktun-berg lijkt bovenaan afgeplat te zijn tot observatoriumplatform en bewerkt tot een bijna volledige vierzijdige piramidevorm. Op één zijde staan de overblijfselen van een tempelcomplex met meerdere terrassen en platforms. Volgens de lokale Lacandón Maya's is de berg het huis van de gelijknamige god. In de gespleten berg bevinden zich diverse grotten met openingen in de flanken waardoor de wind regelmatig vrij spel heeft. Onder stalactieten in de berggrotten vond men offers. Ook op de kleinere zusterberg liggen ruïnes. Voor de bouw van de platforms werd modder en klei uit de waterlopen gewonnen en zo ontstonden ook kanaalsystemen die alle meren met elkaar verbonden. Ten westen van de Chak Aktun vond men een steengroeve.
Op de zuidelijke oever van het Tzibanameer liggen overblijfselen van gebouwen rond straten die op de berg georiënteerd zijn. Hieraan werd voor het eerst de naam Noh K'uh toegekend. Nadat met lidar op zowel de oostelijke als westelijke oevers nieuwe ruïnes werden ontdekt, ging de naam over op het geheel van overblijfselen rond het meer. Ontdekkingsreiziger Albert Lin schatte het historisch bewonersaantal op zo'n 20.000.
Op een rots, iets boven de hoogste waterstand van het meer, staan oude Mayatekeningen. In de nabijgelegen jungle vind met een kleine redelijk intacte trappiramide met tempelgebouw. Het gebouw heeft vooraan 3 rechthoekige doorgangen.

## Trivia
- Noh K'uh mag niet verward worden met Noh Kah (grote stad), in het grensgebied van de Mexicaanse deelstaat Quintana Roo en Belize.